# Molenpad 10-16

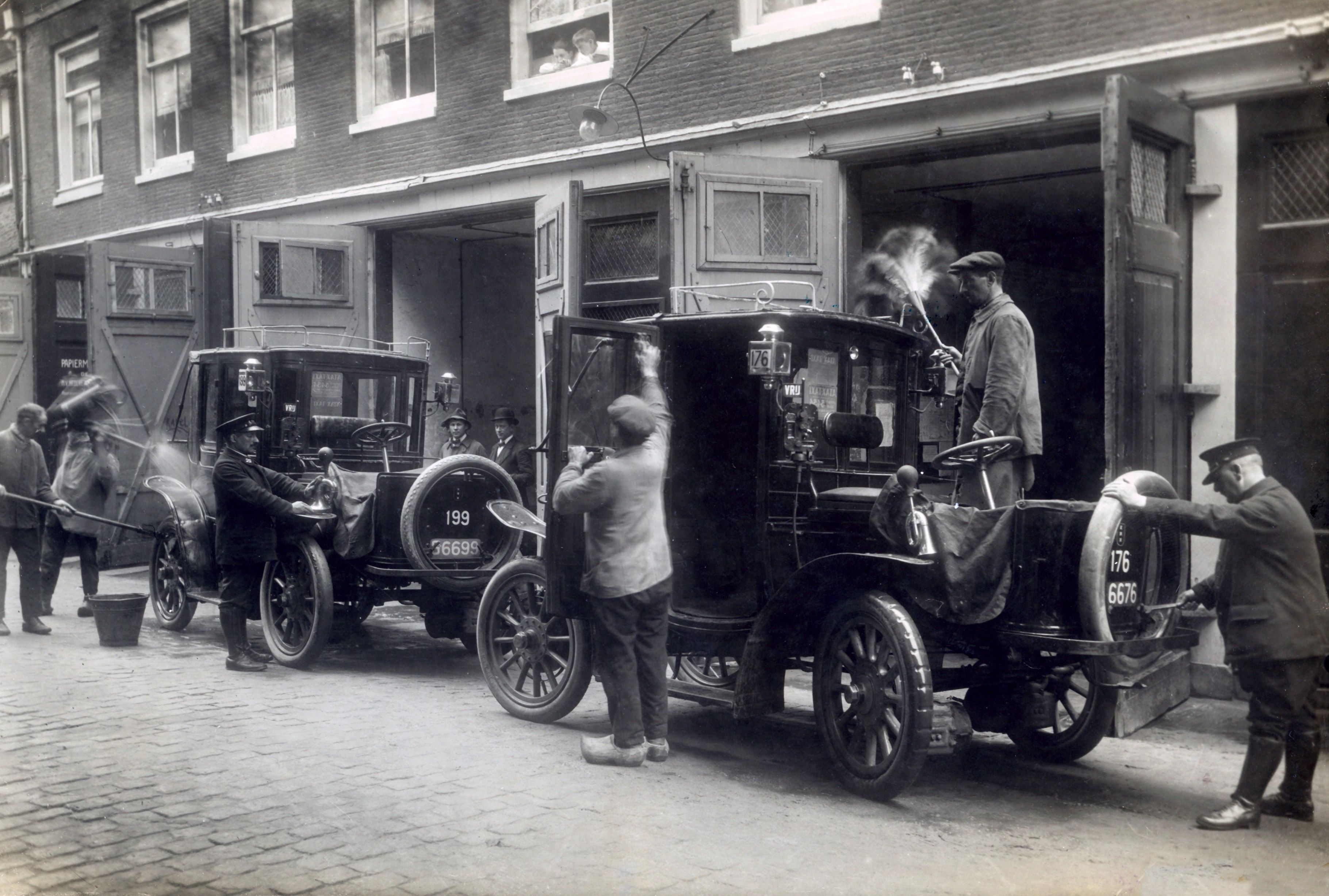
Molenpad 10-14 in circa 1920

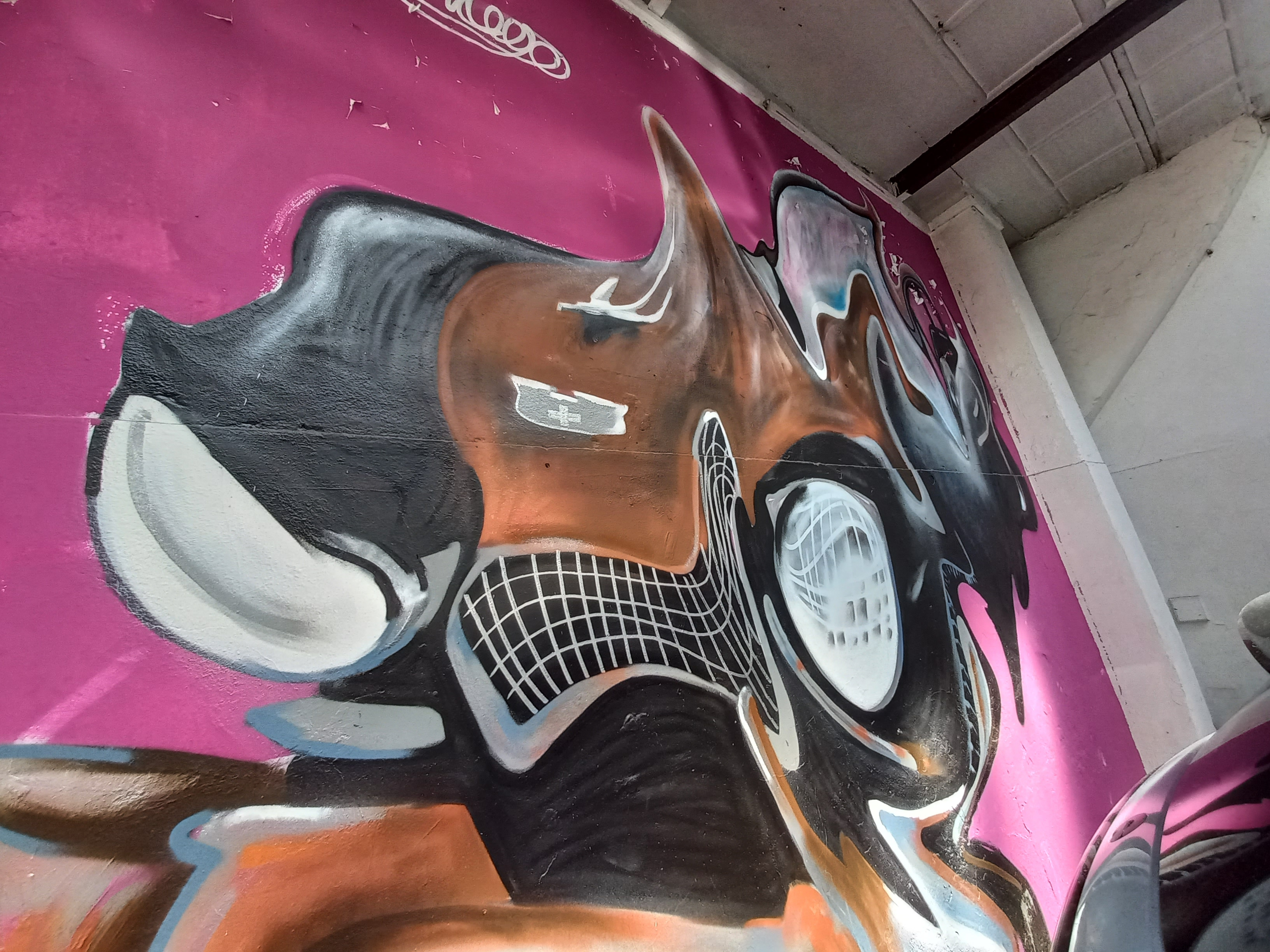
Muurschildering (foto 2025)

Molenpad 10-16 te Amsterdam is een gebouw aan het Molenpad in Amsterdam-Centrum.

## Molenpad
Het Molenpad lag er eerder dan de Amsterdamse grachtgordel. Het was een pad dat in buitenstedelijk gebied lag en leidde naar een molen , die in de omgeving van het Raamplein stond. Begin 17e eeuw begon Amsterdam met die grachtengordel vol te bouwen en kwam het pad binnen de bouwgrenzen te liggen. Het pad ligt sindsdien parallel aan het stuk Leidsegracht tussen Keizersgracht en Prinsengracht. Van de originele bebouwing uit die tijd staat weinig meer overeind, er werd gebouwd, gesloopt, gebouwd etc. Toch bestaan de gevelwanden bijna geheel uit gemeentelijke dan wel rijksmonumenten. 

## Gebouw
In het eerste helft van de jaren dertig liet hier de Amsterdamse Rijtuig Maatschappij hier een stalling annex reparatiewerkplaats bouwen voor hun rijtuigen. Volgens de verzoeken aan de gemeente om te mogen bouwen waren het ingrijpende verbouwingen, maar een foto uit 1930 laat zien, dat alles opnieuw opgetrokken is. Het bedrijfsgedeelte kwam op de begane grond. De eerste etage dient volledig tot bewoning. Het gebouw wordt afgesloten met een zolder onder de kap van het puntdak. Blomhert werkte bij verschillen architectenbureaus en in verschillende stijlen. Hij kwam hier met een gebouw dat weliswaar voor wat betreft de architectuur de jaren dertig uitstraalt, maar volgens de gemeente Amsterdam goed past binnen de reeds aanwezige gebouwen zoals schoolgebouw Molenpad 15-17. Dat betekende bijvoorbeeld dat het gebouw niet te hoog moest worden. Monumenten en Archeologie spreekt van historiserende bouw en dan uit de jaren dertig. Wat direct aan het gebouw opvalt is de sobere stijl waarin het opgetrokken is, maar ook de breedte van het gebouw. Die breedte wordt nog benadrukt door de dakkapellen in het puntdak en simultaan daaraan de drie wooningangen onder rondboogconstructie (ronde bovenlichten). Voorts valt het diepliggende voegwerk op en de puntgevel dwars op het zadeldak. Het hoogoplopende dak vertoont tekenen van de Amsterdamse School. Sinds de bouw is er nauwelijks sprake geweest van aanpassingen in het exterieur. Het gebouw werd gemeentelijk monument (214027) vanwege deze opvallende tekenen, maar ook droeg de cultuurhistorie (was en is stalling) daaraan bij.
Op een van de binnenwanden is een opvallende muurschildering gezet; de kunstenaar is voorlopig onbekend; er is wel een onleesbare signatuur.